# Feronia

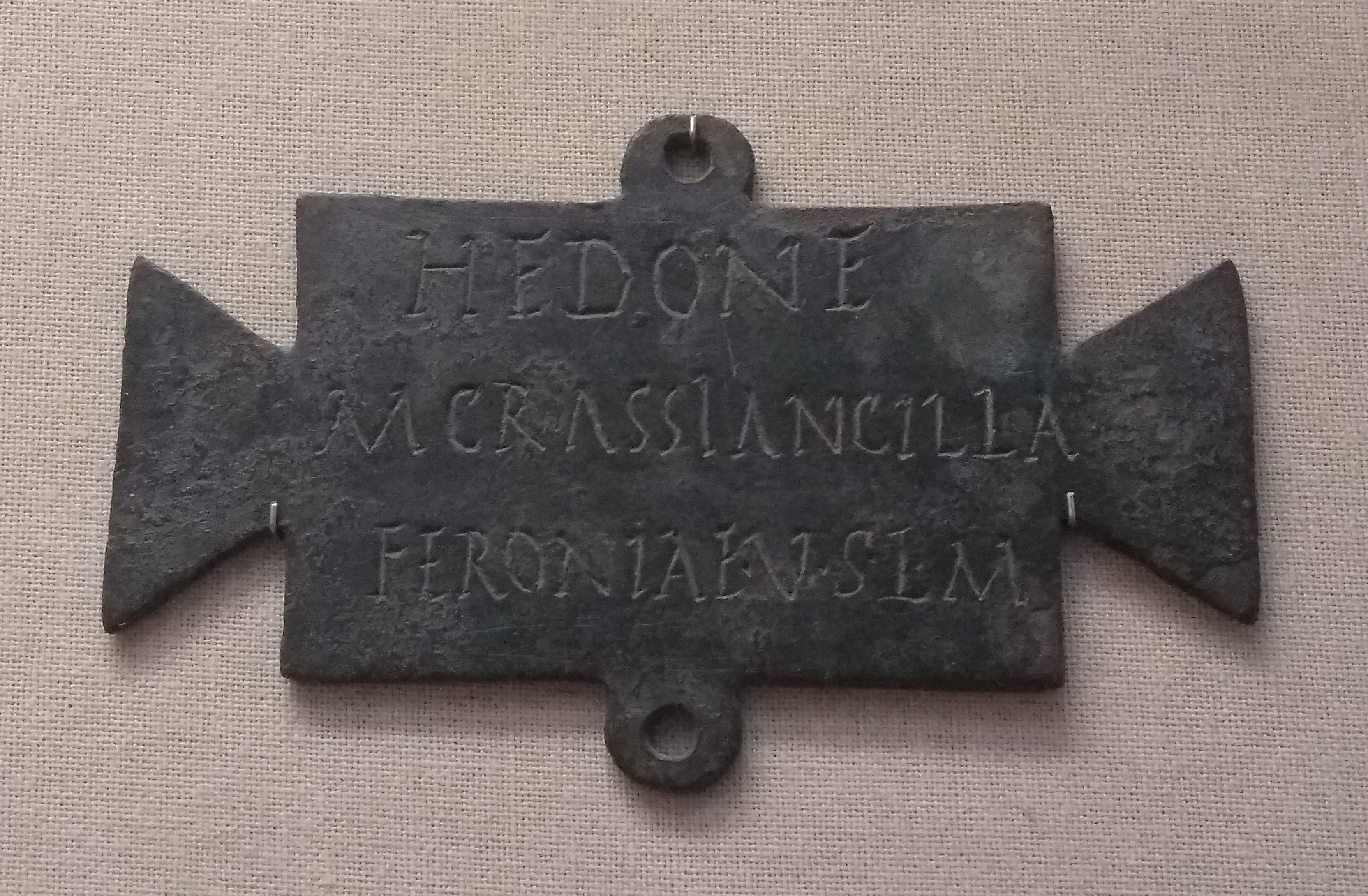
Plakietka dedykacyjna niewolnicy z wezwaniem bogini (II w. n.e.)

Feronia – w mitologii rzymskiej bogini pól, gajów i źródeł.

## Pochodzenie
Była ważnym bóstwem staroitalskim, najpewniej etruskim albo sabińskim, czczonym również przez Latynów i Wolsków; Etruskowie mogli uważać ją też za boginię losu. Jej kult w Rzymie miał wprowadzić Tytus Tacjusz.
Według późniejszego mitologicznego przekazu Wergiliusza była małżonką boga podziemi – Anxurusa, a  jej synem miał być obdarzony potrójnym życiem Erylus (Erul) z Praeneste, ostatecznie uśmiercony jednak przez Ewandra (Eneida VIII, 564n).

## Kult
Cześć dla tego bóstwa rozwinęła się w środkowej Italii. Na obszarze Etrurii najbardziej znany i najczęściej wymieniany (np. przez Liwiusza) był jej gaj (lucus Feroniae) i świątynia w pobliżu Capeny, gdzie jeszcze pod koniec III wieku p.n.e. okoliczni mieszkańcy składali w ofierze pierwsze plony. Ważne miejsce kultowe znajdowało się też na górze Sorakte. Do innych znanych miejsc kultu należały Pisaurum czy Furfo na terytorium plemiennym Westynów. Na terytorium Wolsków oddawano bogini cześć w nadmorskim Anxur. W tamtejszej świątyni wyzwalano niewolników, którzy jako symboliczną oznakę wolności otrzymywali pileus – stożkowate nakrycie głowy noszone przez wolnych obywateli. Feronię, utożsamianą tam z Junoną, czczono jako małżonkę Jowisza. Niekiedy też bywała utożsamiana z Libertas, bóstwem wolności.